# Ignacio Cruz Centeno
Ignacio Cruz Centeno fue un político mexicano. Nació en la Villa de Almoloyan, hoy Villa de Álvarez, Colima. Fue diputado a varias legislaturas locales, como en la I Legislatura del Congreso del Estado de Colima y federales, entre ellas la constituyente de 1857. También fue prefecto del distrito de Álvarez. En 1872 alojó en su casa al general Porfirio Díaz, que ya para ese entonces había pronunciado el Plan de la Noria, facilitándole la salida de territorio colimense. Murió el 24 de noviembre de 1896 a los 73 años de edad, en Villa de Álvarez.